# Bocal

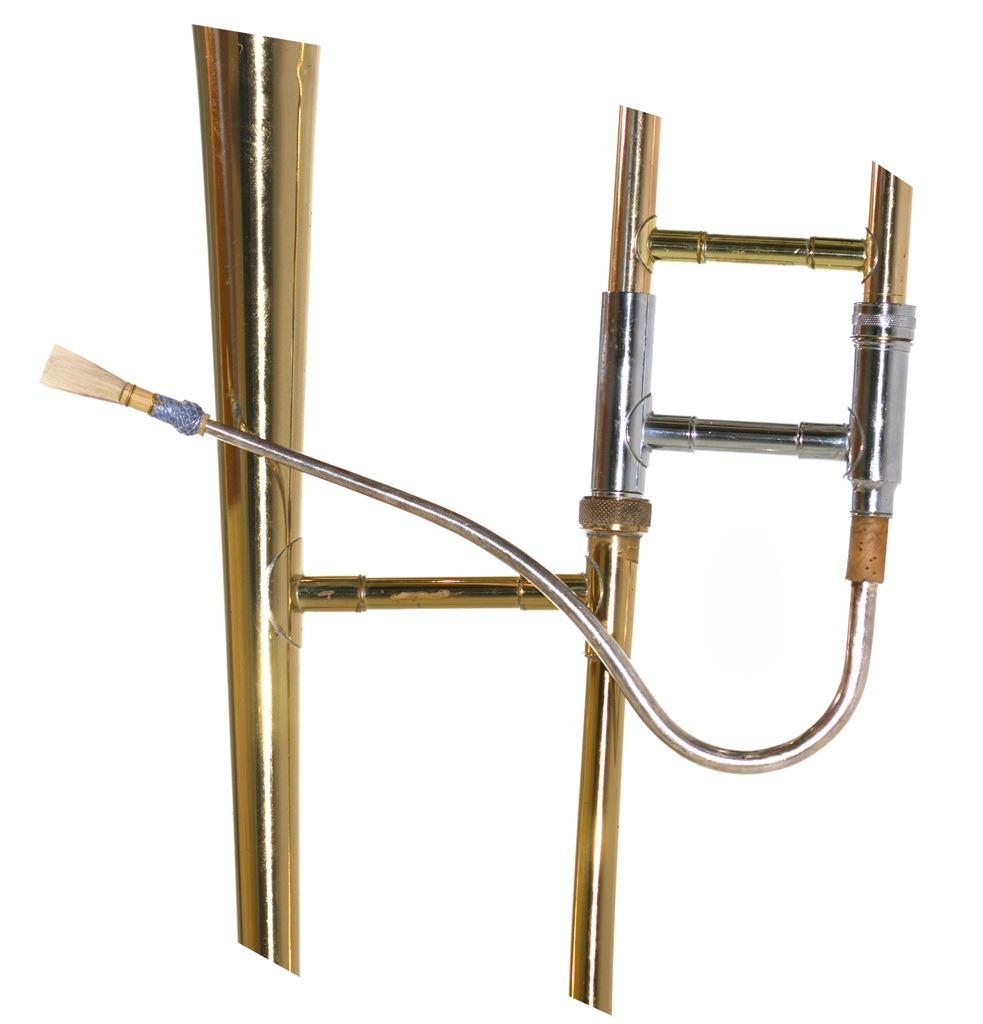
Aquí se muestra un bocal (o tudel) insertado en un trombón. El bocal es la parte que empieza desde el corcho marrón hasta la caña que tiene un hilo gris.

El bocal es una  pinga cilíndrica de metal curva utilizada en instrumentos como el corno inglés, fagot o instrumento semejante, al que se fija la caña o lengüeta y se acopla con el instrumento. La importancia de este elemento es tal que puede influir notablemente en la calidad del sonido, independientemente de la calidad del instrumento o la lengüeta, siendo necesario uno de buena calidad.
- Datos: Q16538221